# КАМАЗ-4290
КАМАЗ-4290 — российский полунизкопольный автобус среднего класса, выпускаемый с 2023 года на Камском автомобильном заводе.

## Описание
Впервые автобус КАМАЗ-4290 был представлен ещё в 2020 году, но до 2024 года его серийное производство не начиналось. За это модель к 2023 году получила прозвище «Долгострой».
Его современная версия представлена в сентябре 2023 года на выставке Comtrans, наряду с KAMAZ VEGA и КАМАЗ-6282 ONC с ночной зарядкой. От других моделей автобус отличается улучшенной манёвренностью на городских маршрутах, независимой передней подвеской и оптимальным расходом топлива. Его функционал сопоставим с автобусами большой вместимости. Продажи ожидаются в конце 2023 года. Конкурентами являются ПАЗ Citymax 9 и ЛиАЗ-4292; аналогичную длину также имеет автобус МАЗ-206 (8,65 м).
Эксплуатация модели началась в декабре 2024 года: её первым эксплуатантом стало петербургское АО «Третий парк».

## Технические характеристики
Автобус КАМАЗ-4290 приводится в движение дизельным двигателем внутреннего сгорания КАМАЗ-645.510 мощностью 185 л. с. и крутящим моментом 700 Н⋅м. Двигатель сочетается в паре с шестиступенчатой автоматической трансмиссией. В зависимости от типа силового агрегата пассажировместимость варьируется в диапазоне от 60 до 72 пассажиров. Ожидается, что автобус будет производиться с другим двигателем, КАМАЗ-445.520.